# Orazio Cosentino
Orazio Cosentino (Catània, Sicília, 1871 - Milà, 1938) fou un tenor italià.
Va cantar en el cor de la ciutat i va fer el seu debut el 1890 al Vittorio Emanuele de Messina com a Laerzio a Amleto. El 1891 va aparèixer com a Alvaro a L'Africaine al Bellini de Catània i el 1893, novament al Bellini, com a Arturo a Lucia di Lammermoor. Va continuar els estudis a Milà i el 1896 va començar un repertori més dramàtic que es convertiria en un dels pilars de la seva carrera, que va durar almenys fins al 1914. El 1895, Cosnetino va fer el seu debut com a Enzo a La Gioconda en el Sociale d'Udine.
Va cantar per tot Itàlia, incloent el Costanzi de Roma, el Teatro Regio de Torí i La Fenice de Venècia, així com al Gran Teatre del Liceu de Barcelona, Portugal i Amèrica del Sud. També va cantar a la Ciutat de Mèxic i San Francisco.